# Isormen
De Isormen is een gletsjer op het eiland Barentszeiland, dat deel uitmaakt van de Noorse eilandengroep Spitsbergen.
De gletsjer verwijst naar ijs-worm.

## Geografie
De gletsjer is zuidwest-noordoost georiënteerd en heeft een lengte van ongeveer 2,5 kilometer. Hij komt vanaf de Barentsjøkulen en mondt in het oosten uit in de Olgastretet.
Ten zuidwesten van de gletsjer ligt gletsjer Reymondbreen, naar het zuiden de gletsjer Barthbreen, naar het noordwesten de gletsjer Augnebreen en naar het noorden de gletsjer Willybreen.